# 1135
1135 (MCXXXV) fue un año común comenzado en martes del calendario juliano.

## Acontecimientos
- 26 de mayo - Coronación en la Catedral de León de Alfonso VII como Imperator totius Hispaniae.
- 4 de agosto - Las tropas Pisanas atacan la ciudad de Amalfi
- 13 de noviembre - Ramiro II de Aragón contrae matrimonio con Inés de Poitou en la Catedral de Jaca.

## Nacimientos
- 30 de marzo - Moses Ben Maimon, Maimónides, filósofo español (f. 1204).
- Chrétien de Troyes, escritor francés.
- Léonin, primer compositor conocido de órgano polifónico.

## Fallecimientos
- 1 de diciembre - Enrique "Buen Cura", rey de Inglaterra